# Comando de Aeródromo A (o) 23/VII
El Comando de Aeródromo A (o) 23/VII (Flieger-Horst-Kommandantur A (o) 23/VII) fue una unidad de la Luftwaffe durante la Segunda Guerra Mundial.

## Historia
Fue formado el 15 de junio de 1944 en Maguncia-Finthen, a partir del Comando de Aeródromo A (o) 7/XII. Fue disuelto el 5 de abril de 1945.

## Comandantes
- Mayor Richard Schuster – (15 de junio de 1944 – 30 de septiembre de 1944)
- Mayor Julius Liebrecht – (30 de septiembre de 1944 – 5 de abril de 1945)

## Servicios
- junio de 1944 – septiembre de 1944: en Maguncia-Finthen bajo el Comando de Base Aérea 13/VII.
- septiembre de 1944 – abril de 1945: en Maguncia-Finthen bajo el Comando de Base Aérea 12/VII.

## Orden de Batalla

### Unidades adheridas
- Comando de Pista de Aterrizaje Limburg-Linter